# 七里桥镇
七里桥镇，是中华人民共和国湖南省永州市祁阳市下辖的一个乡镇级行政单位。

## 行政区划
2015年，祁阳县调整乡镇行政区划。获得湖南省人民政府的批准后，11月24日，永州市人民政府下发永政函〔2015〕216号文件。将挂榜山乡并入七里桥镇。下辖44个建制村，以及湖塘湾社区、观音堂社区。七里桥镇人民政府驻地仍在长寿亭村。
七里桥镇下辖以下地区：
湖塘湾村、竹山湾村、源塘村、夭塘村、老屋院村、上湾村、大堡桥村、观音堂村、长寿亭村、乌山冲村、鹅井石村、虾螃湾村、金竹山村、五甲垄村、新町村、塘华村、竹山口村、马劲坳村、吊楼湾村、接龙桥村、龙口源村、朴六院村、曾家岭村、豪爽口村、文家冲村、井塘村、高冲歧村、栗山坪村、排楼湾村、三门滩村、蛟龙岭村、丁庙湾村、早禾冲村、枣树园村、曾家湾村、吴家坪村、黄家塘村、白竹塘村和大坳村。